# 과테말라 혁명

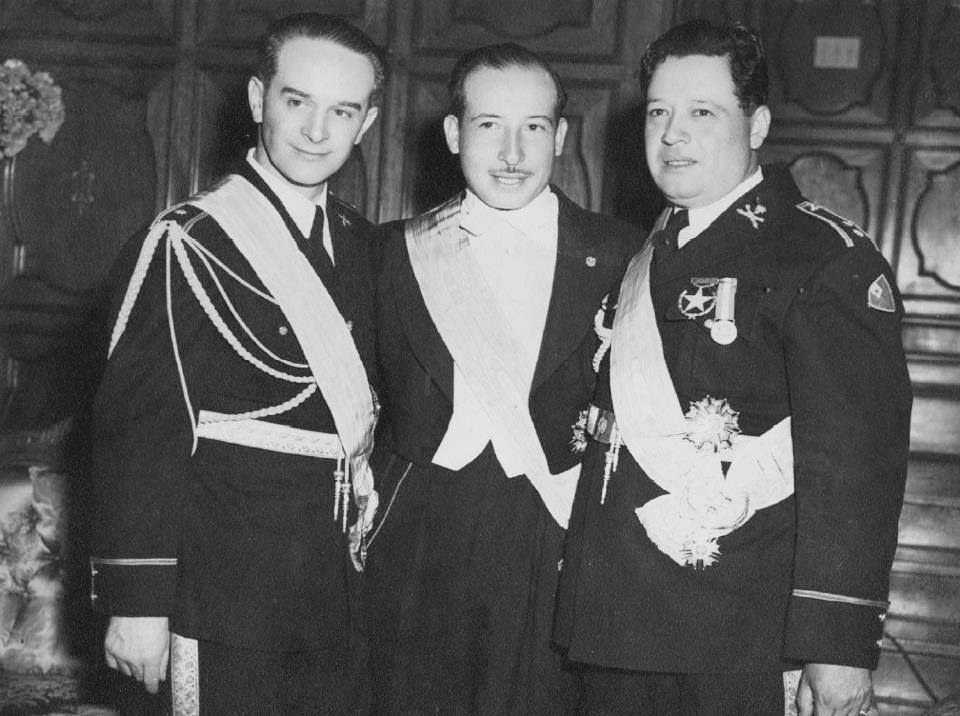

과테말라 혁명(스페인어: Revolución de Guatemala은 1944년부터 1954년에 걸친, 과테말라 아르벤스 정부의 개혁 기간을 일컫는 말이다.
과테말라는 스페인 식민 시대부터 쭉 구조화된 수탈과 오랜 독재 부패 정권에 의해 유린된 사회의 개혁을 진행해 왔다. 이에 1950년 10월 선거로 성립된 과테말라 아루벤스 정부는 미국기업(유나이티드 프루츠사)의 착취에서 경제적 독립을 달성하고자 했다. 과테말라의 농업 자본주의 경제 확립을 위해 마야계 인디오의 복권을 시도하였다. 그때까지 착취만 당하였던 소작농에 대한 농지 분배 등이 급진적이었기 때문에 과테말라 혁명이라고 불린다.

## 같이 보기
- 바나나 공화국